# Zigoto encaisseur
Pour plus de détails, voir Fiche technique et Distribution.
Zigoto encaisseur (titre original The Rent Collector) est un film muet américain de comédie réalisé en 1921 par Larry Semon et Norman Taurog dans lequel Oliver Hardy est un des interprètes.

## Fiche technique
- Titre : Zigoto encaisseur
- Titre original : The Rent Collector
- Réalisation : Larry Semon et Norman Taurog
- Scénario : Larry Semon et Norman Taurog
- Producteur : Larry Semon et Albert E. Smith
- Production : Larry Semon Productions, Vitagraph Company of America
- Pays de production :  États-Unis
- Durée : 14 minutes
- Format : Noir et blanc
- Langue : Muet
- Genre : Comédie
- Dates de sortie :
  - États-Unis : 23 mai 1921
  - Allemagne : 6 avril 1924

## Distribution
- Larry Semon : Zigoto, l'encaisseur du loyer[1]
- Norma Nichols : le chef de la Society Girl Settlement Workers
- Oliver Hardy : le Big Boss (comme Bebe Hardy)
- Eva Thatcher  : la maîtresse de maison
- Frank Alexander : un voyou
- Pete Gordon : le barbier
- William Hauber (non crédité)
- Leo Willis (non crédité)